# Lego Batman 3: Beyond Gotham
LEGO Batman 3: Beyond Gotham (en español LEGO Batman 3: Mas allá de Gotham) es un videojuego perteneciente al género de acción-aventura, lanzado el año 2014, desarrollado por la empresa Traveller's Tales, para PlayStation 4, PlayStation 3, PlayStation Vita, Nintendo 3DS, Wii U, Xbox One, Xbox 360, Microsoft Windows, Mac OS X, y iOS. Es el tercer videojuego de Lego Batman y la secuela directa de Lego Batman 2: DC Super Heroes. El juego fue lanzado en Europa el 14 de noviembre y en Estados Unidos el 11 de noviembre de 2014, donde la versión Mac OS X del juego, publicado por Feral Interactive, será lanzado al mismo tiempo.

## Argumento
Tras la captura de un individuo superpoderoso (apodado "El novato"), Comisionado Gordon supervisa su traslado a Isla de Stryker en Metropolis . Como el Novato posee una habilidad nunca antes vista para absorber energía para obtener nuevos superpoderes, Gordon ofrece al encarcelado Lex Luthor una sentencia de prisión reducida a cambio de monitorearlos y evaluar su potencial amenaza. Antes de que pueda aceptar el trato, el guardaespaldas de Luthor Mercy Graves llega para sacarlo a él y al Novato de la prisión, y el trío escapa junto con varios otros villanos encarcelados, aunque son perseguidos por la Liga de la Justicia. Mientras tanto, el Joker y Harley Quinn roban varios artículos de Wayne Tech, con Batman persiguiéndolos. El grupo combinado de villanos es derrotado por la repentina llegada del " sindicato de la justicia", un equipo de superhéroes de un universo paralelo, con solo unos pocos escapando. Antes de partir, Harley es testigo de cómo el Sindicato distorsiona por la fuerza a la Liga de la Justicia.
El Sindicato afirma que la Liga de la Justicia está en una misión fuera del mundo y que son sus reemplazos, con el líder del grupo Ultraman haciéndose pasar por el reportero Kent Clarkson para proporcionar más información falsa al público. Sospechando del Sindicato, Luthor comienza a unir una fuerza masiva de villanos para exponer la verdad y derrotar al Sindicato para que puedan tomar el control. Lois Lane y Jimmy Olsen también comienzan su propia investigación independiente. Durante su investigación, los villanos descubren que el sindicato de la justicia es en realidad el "sindicato del crimen", un grupo de supervillanos de Earth-3, y que están buscando algo en la Tierra, usando su superhéroe. personas para acceder fácilmente a información clasificada y ubicaciones. Una vez que se ha reunido un grupo lo suficientemente grande, la Legion of Doom unida lanza un ataque contra el sindicato del crimen encima de LexCorp, pero Luthor traiciona a todos, planeando usar la tecnología del sindicato para deshacerse de ellos. todo para gobernar la Tierra solo. Furioso por la traición de Luthor, el novato intenta detenerlo disparando la máquina con energía, provocando un mal funcionamiento; inadvertidamente traer Apokolips cerca de la Tierra y teletransportar a todos los presentes a ubicaciones aleatorias.
Mientras el Sindicato intenta mantener el orden en la Tierra, el Joker, Harley y el Novato se encuentran en Apokolips y se encuentran con Darkseid, el maestro secreto del Sindicato que les ordenó buscar en la Tierra la última pieza de la ecuación anti-vida. Cuando Darkseid los descubre, los villanos son rescatados por la Liga de la Justicia, que acaba de escapar de su encarcelamiento en Apokolips. Al escapar de las fuerzas de Darkseid, el grupo descubre que el Sindicato ha engañado a la gente de la Tierra haciéndoles creer que la Liga de la Justicia se ha vuelto malvada, lo que llevó a la Liga a formar una alianza incómoda con la Legión del mal para derrotarlos.
Después de reunir más fuerzas, la alianza engaña a Johnny Quick para que revele los planes del sindicato ante la cámara. Lois transmite las imágenes en todo el mundo, poniendo al público en contra del Sindicato. Al derrotar y enviar al Sindicato de regreso a Tierra-3, la alianza se enfoca en encontrar la última pieza de la Ecuación. Batman pronto descubre que estaba dentro de una Caja Madre que Harley le robó a Wayne Tech, hasta que el Novato lo absorbió inadvertidamente mientras enviaba al sindicato del crimen de regreso a Tierra-3. Al enterarse de que Darkseid está enviando sus fuerzas a la Tierra para rastrearlo, la alianza intenta proteger al Novato, pero son capturados y llevados a Apokolips, lo que obliga a la Liga y la Legión a montar una misión de rescate. Aunque rescatan al novato, Darkseid absorbe la última parte de la ecuación. Sin embargo, resulta ineficaz ya que fue alterado por la fisiología del Novato, que ahora se revela que proviene de la Tierra-3. El Novato luego usa la Ecuación Anti-Vida para derrotar a Darkseid y alterar su psíquico y el de sus fuerzas, haciéndolos amables. Aunque Luthor intenta abandonarlos nuevamente y apoderarse de la Tierra, la alianza logra restaurar Apokolips a su ubicación original y regresar a casa. Luego, el Novato tiene la oportunidad de unirse a la Liga de la Justicia como superhéroe o de continuar trabajando para la legión del mal como supervillano; la elección se deja en manos del jugador.
En una escena poscréditos, el Anti-Monitor llega a Apokolips para encontrar a todos sus ocupantes todavía bajo el efecto de los poderes del Novato, y procede a atacar a Darkseid, habiendo sido disgustado por su amabilidad.

## Personajes
El juego cuenta con 209 contando los personajes de los DLC, tanto del Universo DC como de la serie de Batman return.
| Personajes Jugables | Personajes Jugables | Personajes Jugables | Personajes Jugables |
| --- | --- | --- | --- |
| - Ace, el Bati-sabueso - Batman del futuro Ace (DLC) - Adam West - Alfred Pennyworth - Classic Alfred - Amanda Waller (DLC) - Ambush Bug - Arkillo - Aquaman - Arsenal (DLC) - Atom - Atrocitus - Bane - Bane (The Dark Knight Rises) (DLC) - Bat-Cow - Batgirl - Classic Batgirl - Batman - Classic Batman - 75 Batman (DLC) - Azrael Batman (DLC) - Batman (Batman Begins) (DLC) - Darkest Knight Batman (DLC) - Batman Luz de gas (DLC) - Batman disfraz de Guasón - Batman Arcoiris (DLC) - Siniestro Corp Batman (DLC) - Batman Vampiro (DLC) - Batman Zebra (DLC) - Batzarro (DLC) - Batman of Zur-En-Arrh - Batman del Futuro - Bat-Mite - Batwoman (DLC) - Beast Boy - Bizarra (DLC) - Bizarro (DLC) - Bill Arnold - Bill Arnold (Superman & Batman Returns) - Black Adam - Black Manta - Canario Negro - Sara Lance (Arrow) (DLC) - Black Hand - Bleez - Blight (DLC) - Blue Beetle - Bonk (DLC) - Booster Gold - Brainiac - Ayudante de Brainaic - Tigre de Bronce - Captain Boomerang - Captain Cold - Catwoman - Classic Catwoman - Catwoman (pre 52) - Catwoman (Caballero Oscuro) (DLC) - Chita - Cheetah (Disfraz de Robin) - Cheshire | - James Gordon (cómic) (Batman Begins) (DLC) - Superman Compuesto - Rey del Condimento - Cyborg - Cyborg Superman - Cyzarro (DLC) - Darkseid (DLC) - Deadshot - Deadshot (El escuadrón) (DLC) - Deathstroke - Slade Wilson (Flecha) (DLC) - Deathstroke Escuadrón Suicida (DLC) - Desaad (DLC) - Detective Chimp - Dex Starr - Dick Grayson - Diggle (DLC) - Doctor Fate - Doomsday - El Diablo (DLC) - Etrigan - Faora (DLC) - Felicity Smoak (DLC) - Fierce Flame - Firefly - Firestorm - Flash - Frankenstein - General Zod (El hombre de acero) (DLC) - Geoff Johns - Jim Lee - Giganta - Fantasma Gris - Gorilla Grodd - Green Arrow - Oliver Queen Arrow (DLC) - Green Lantern - Hal Jordan - John Stewart - Kilowog - Green Loontern - Guy Gardner(DLC) - Greenzarro (DLC) - Harley Quinn - Harley Quinn (New 52) (DLC) - Hawkman - Hawkgirl - Heatwave - Cazadora - Huntress (Flecha) DLC - Hush - Indigo 1 - The Joker - Classic Joker - Joker del Futuro (DLC) - Joker ( The Dark Knight) (DLC) | - Joker Henchman - Joker Space Henchman - Joker mimo henchman - Katana (DLC) - Jor-EL (El hombre de acero) (DLC) - Kalibak - Kelex (El hombre de acero) (DLC) - Kevin Smith - Kid Flash - Killer Croc - Killer Croc Henchman - Killer Frost (DLC) - Killer Moth - King Shark (DLC) - Krypto - Lara Lor-Van (DLC) - Larfleeze - Lex Luthor - Lex Luthor (Disfraz de Hawkman) - Lex Luthor (Disfraz de Mujer Maravilla) - Lexbot - Lobo - Mad Hatter - Mera (DLC) - Malcolm Merlyn (DLC) - Man-Bat - Manchester Black - Musi - Martian Manhunter - Miss Martian - Mr. Freeze - Mr Freeze (Batman del Futuro) (DLC) - Mr. Mxyzptlk - Music Meister - Guerrero constructor naranja - Orión - Parásito - Nightwing - The Penguin - Classic Penguin - Plastique (DLC) - Platino - Plastic Man - Poison Ivy - Polka-Dot Man - Power Girl (DLC) - Question - Ra's al Ghul - (Batman Begins) (DLC) - Raibow Raider (DLC) - Raven (DLC) - Reach Warrior - Red Hood - Guerrero Linterna Roja - Tornado Rojo - Flash Reverso - Riddler - Classic Riddler | - Robin - Classic Robin - Saint Walker - Scarecrow (Batman Begins) (DLC) - Shazam - Billy Batson - Sinestro - Siniestro Corp Warrior - Solomon Grundy - Spoiler (DLC) - Starfire (DLC) - Star Sapphire - Stargirl - Superman - Clark Kent - Superman (El hombre de acero) (DLC) - Superman Trajes Solar - Superboy - Supergirl - Supergirl Classic - Policía S.W.A.T (DLC) - Swamp Thing - Swamp Thing (New 52) - Terra (DLC) - Thunderer - Juguetero (DC Comics) - Trickster - Two-Face - (The Dark Knight) (DLC) - Ultra-Humanidad - Vibe - Vixen (DLC) - Kyle Rayner (Linterna Blanca) - Wonder Girl - Wonder Woman - Mujer Maravilla (Disfraz de Cheetah) - Guerrero de Zamaron - Zatanna |

## Liga de la Justicia
Batman/Bruce Wayne: su traje es similar a the new 52, sigue usando su batarang y su gancho. La mitad de sus trajes especiales son los del juego anterior (Traje de Potencia, Traje de Electricidad, Traje Sensor, y el Traje Murciélago) y la otra mitad son los trajes de detonación, Traje acuático y Traje sónico. Aparece también como Bruce Wayne y Batman clásico, quien tiene todas sus habilidades juntas.
Robin/Dick Grayson: su traje es igual al juego anterior y sus habilidades también. Posee los nuevos Traje hidro, Traje Atrayente y Traje de tecnología y los anteriores Traje Acrobático, Traje Anti-tóxico, Traje de Hielo y Traje Magnético.
Superman/Clark Kent: su apariencia es similar a new 52, puede disparar rayos de los ojos, posee superfuerza, vuelo y aliento congelante. Aparece también como Clark Kent y hay un Paquete DLC donde cuenta la versión de Superman de Man of Steel con sus personajes.
Wonder Woman/Diana Prince: es similar a the new 52, posee superfuerza, brazaletes protectores, vuelo, puede arrojar su tiara y usar su lazo de la verdad para ataques especiales y jalar palancas. Está enamorada de Superman.
Green Lantern/Hal Jordan: en este juego sus habilidades son más, ahora puede protegerse de los ataques enemigos, disparar ráfagas verdes y atacar con un superpuño. Es novio de Safiro Estelar.
Detective Marciano/J'onn J'onzz: posee superfuerza, vuelo, visión marciana, cambio de forma y súper-sentidos.
Flash/Barry Allen: su versión es similar a new 52, su casco es más pequeño y sus botas son rojas con un rayo en la rodilla. Puede usar su supervelocidad para destruir y armar objetos Lego.
Canario Negro/Dinah Laurel Lance: es igual al juego anterior, aparece en las escenas finales.
Flecha Verde/Oliver Queen: usa su arco y sus flechas para atacar y también los usa como gancho. Puede atacar acrobáticamente.
Cyborg/Victor Stone: posee visión de calor, magnetismo y es capaz de disparar bombas de su pistola. Al igual que Batman tiene diversos trajes especiales.
Nightwing/Dick Grayson: viste de un traje negro y rojo, no usa gancho ni batarangs sino bastones negros. Aparece junto con los nuevos reclutas en las escenas finales.

## Recepción
Lego Batman 3: Más allá de Gótica recibió en su mayoría críticas mixtas, de los críticos especializados luego del lanzamiento. El sitio web de revisión Metacritic dio a las versiones de PlayStation 4 y Xbox One un 74/100. GameRankings (también un sitio web de revisión) dio a la versión de Xbox One un 75.10% y la versión de PS4 un 74.04%.
Steve Butts de IGN le dio al juego un 7,4 de 10, diciendo "Me gusta Lego Batman 3: Mas allá de Gótica: pero no me gusta tanto como me encantaron los juegos anteriores de la serie. Definitivamente cumple la promesa de dejarme jugar con versiones encantadoramente realizadas de muchos de mis héroes y villanos de DC favoritos, e incluso presenta un escenario con muchas sorpresas, desafíos y sistemas que promueven la variedad. Como fanático de DC desde hace mucho tiempo, me hubiera gustado que hubiera Tenido la oportunidad de profundizar en más lugares y trazar elementos de los cómics, pero el mayor obstáculo para mí es el de los cameos extraños ".
Aunque calificó los controles como "torpes", opinó que el juego era "repetitivo", y sintió que el juego a veces proporciona frustración innecesaria, Kate Gray de GamesRadar le otorgó 3 puntos de 5. Ella elogió la fórmula de la serie para que "sigan trabajando", calificó de "excelente" el diseño mundial y la técnica de renderizado, y complementó el humor "estrafalario y creativo". Gray dijo: " Lego Batman 3 tiene todos los ingredientes de los otros juegos divertidos de superhéroes de Lego, pero se ve decepcionado por los controles torpes, la mala señalización y las traducciones cuestionables de personalidades famosas del cómic".
Andrew Reiner, de Game Informer, calificó el juego con 7.5 de 10, disfrutando de la adaptación de Lego del Universo DC Comics, pero no le gustó la excesiva exploración y los cameos de celebridades fuera de lugar. Elogió el sonido en general, sobre todo porque le gustaba la mezcla de potentes resultados orquestales y temas de programas de televisión, pero llamó a la voz un "paquete mixto". A Reiner también le gustaron los ajustes en el juego, llamando al proceso de recolección de elementos "más gratificante" y disfrutando de la mecánica de transformación del traje, aunque a veces es tedioso. "El acto de destrozar construcciones de Lego y reunir sementales no ha cambiado desde el primer juego de Lego ", dijo Reiner, "y debo decir que sigue siendo tan divertido ahora como lo fue en su día".
Tom Orry de VideoGamer.com anotó el juego 8/10, elogiando a los personajes, la cantidad de contenido y las imágenes, pero criticando la familiaridad del juego. Orry escribió: " LEGO Batman 3 comienza lento y luego se pone mucho mejor, y luego se llena de tanto contenido, que es difícil sentirse decepcionado. Es difícil entusiasmarse con un juego que se parece en gran medida al modo en que comenzó la serie con LEGO Star Wars. hace casi 10 años en la PlayStation 2, pero los fanáticos de DC y LEGO no se preocupan tanto por la igualdad. Para todos los demás, no hay duda de que este es un paquete elegante lleno de contenido, pero definitivamente se necesitan nuevas ideas. LEGO Batman 3 finalmente se vuelve muy bueno, pero es hora de que el estudio intente construir un nuevo molde ".
Anthony LaBella de Game Revolution le dio al juego un 3.0 de 5. Ella elogió la cantidad de personajes, las imágenes "encantadoras", el humor del juego y la mecánica del traje para proporcionar variedad, pero criticó las inconsistencias técnicas, la narrativa del juego y la falta de innovación. LaBella escribió: "Las audiencias ya invertidas en la serie o los videojuegos Lego en general probablemente disfrutarán de su tiempo con Mas allá de Gótica, pero nada en el juego lo eleva más allá de ese estado".
Cameron Woolsey de GameSpot le dio al juego un 7 de 10 diciendo "En resumen, Lego Batman 3: Mas allá de Gótica es un salto encantador, familiar para toda la galaxia protagonizado por algunos de tus superhéroes favoritos. Una gran cantidad de secretos ocultos en todos los niveles. mantiene el juego alto en la rejugabilidad, mientras que la avalancha de contenido adicional promete muchas horas de aventura".
En su reseña para Destructoid, Caitlin Cooke le dio al juego un 7/10. Criticó los frustrantes controles y la cámara, opinando que empeoraron más adelante en el juego, así como la falta de un mundo abierto, sintiendo como si la decisión de cambiar a múltiples centros fuera una desventaja. Sin embargo, alabó la actuación de voz de "primera clase", la fiel adaptación del Universo DC, el tema musical del programa de televisión, que sintió que crea una sensación de alegría y el humor "encantador".